# California Valley
California Valley es un área no incorporada ubicada en el condado de San Luis Obispo en el estado estadounidense de California. California Valley se encuentra ubicada a 71 kilómetros de Taft.

## Geografía
California Valley se encuentra ubicada en las coordenadas 35°17′38″N 119°58′16″O / 35.29389, -119.97111.